# Indie na Letních olympijských hrách 2012
Indie se účastnila Letní olympiády 2012. Zastupovalo ji 83 sportovců (60 mužů a 23 žen) v 13 sportech.

## Medailisté
| Medaile | Jméno           | Sport             | Soutěž                            |
| ------- | --------------- | ----------------- | --------------------------------- |
| Stříbro | Vijay Kumar     | Sportovní střelba | muži 25 metrů rychlopalná pistole |
| Stříbro | Sušíl Kumár     | Zápas             | Muži volný styl do 66 kg          |
| Bronz   | Gagan Narang    | Sportovní střelba | muži 10 metrů vzduchová puška     |
| Bronz   | Saina Nehwalová | Badminton         | ženy jednotlivkyně                |
| Bronz   | Mary Kom        | Box               | ženy váha muší - do 51 kg         |
| Bronz   | Yogeshwar Dutt  | Zápas             | Muži volný styl do 60 kg          |